# Cultura de San Marino

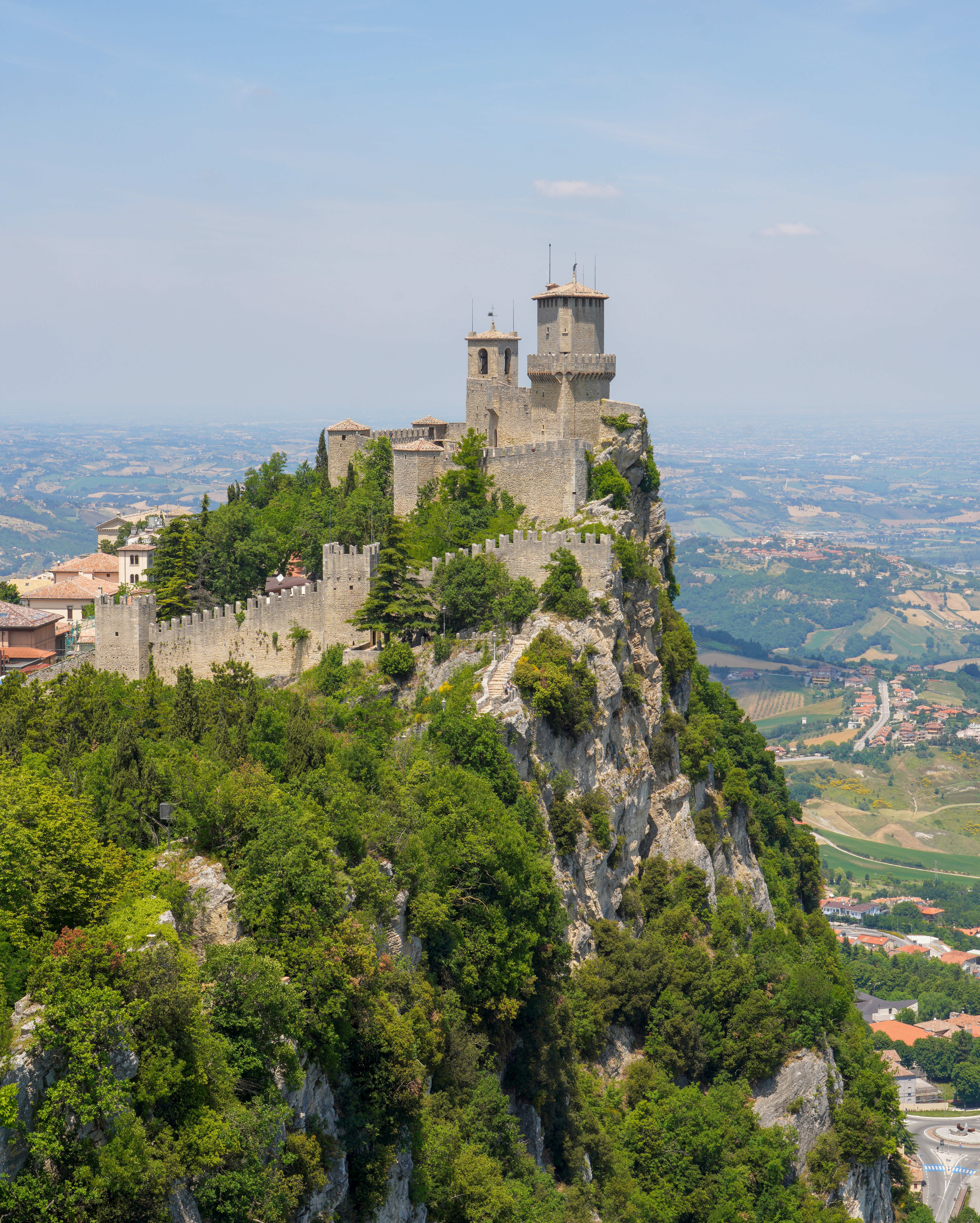
Foto del pico rocoso y fortaleza denominados Guaita.

La cultura de San Marino, posee fuertes influencias y similitudes con la cultura italiana, especialmente las costumbres y cultura de las regiones italianas aledañas de Emilia-Romaña y Las Marcas.  
Las Tres Torres de San Marino se encuentran ubicadas en los tres picos del Monte Titano en la capital. Ellas están representadas en la  bandera de San Marino y en el escudo de armas. Las tres torres se denominan Guaita, que es la más antigua de las tres (construida en el siglo XI), Cesta , situada en la cumbre más alta del Monte Titano se remonta al siglo XIII, y Montale, emplazada en la más pequeña de las cumbres de Monte Titano, aún de propiedad privada, se construyó durante el siglo XIV.
San Marino tiene un famoso pastel conocido como Torta Di Tre Monti ("Pastel de las Tres Torres"), un pastel de capas de obleas cubiertas de chocolate.
Amor Orchestra, una Gian Luca "Lucas" de la nueva era Mazza proyecto musical, proviene de la República de San Marino. Durante los conciertos en el extranjero, la bandera de San Marino se muestra en el escenario.

## Universidad
La Universidad de San Marino es la universidad principal, que incluye la Scuola Superiore di Studi di Storici o Escuela Superior de Estudios Históricos, un distinguido centro de investigaciones y estudios avanzados internacionales que se rigen por un comité científico internacional. Otras instituciones importantes son el Istituto Musicale de San Marino o Instituto Musical de San Marino y la Akademio Internacia de la Sciencoj San Marino o Accademia Internazionale delle Scienze San Marino y en español Academia Internacional de Ciencias de San Marino. Este último es conocido por la adopción del Esperanto como lengua para la enseñanza y las publicaciones científicas, además, se hace un amplio uso de la educación en línea.
El autor italiano Umberto Eco ha intentado crear una "universidad sin estructuras físicas" en San Marino.

## Deporte
San Marino, junto con Italia, disfrutan de los deportes y el fútbol es el deporte más popular. Baloncesto y voleibol son también populares. Los tres deportes tienen sus propias federaciones.
El  San Marino Campeonato, fundada bajo los auspicios de la FSGC (San Marino la Federación de Fútbol), es la principal competición futbolística en San Marino. Los quince equipos que participan en la competición se dividen en dos grupos de ocho y siete equipos. Los tres primeros de cada sección al final de la temporada regular de los avances en un Playoff estilo semi-out del campeonato. Antes de 2007, el campeón de los playoffs se ganó un lugar en las rondas preliminares de la Copa de la UEFA. En el 2007 UEFA San Marino concede un lugar en la 1 ª ronda de clasificación de la  Liga de Campeones. El ganador de la copa nacional también recibe un lugar en la fase de clasificación de la Copa UEFA. En la Liga de Campeones del 2007, S.S. Murata fue el primer equipo en representar a San Marino, cuando participó en la  competencia 2007-08, perdiendo con el equipo finlandés Tampere United. San Marino también tiene un equipo representante en el sistema italiano, con San Marino Calcio jugando en la cuarta división del fútbol italiano, Serie C2 / B. San Marino juega sus partidos como local en el Sanmarinese en el  Stadio Olimpico de  Serravalle.

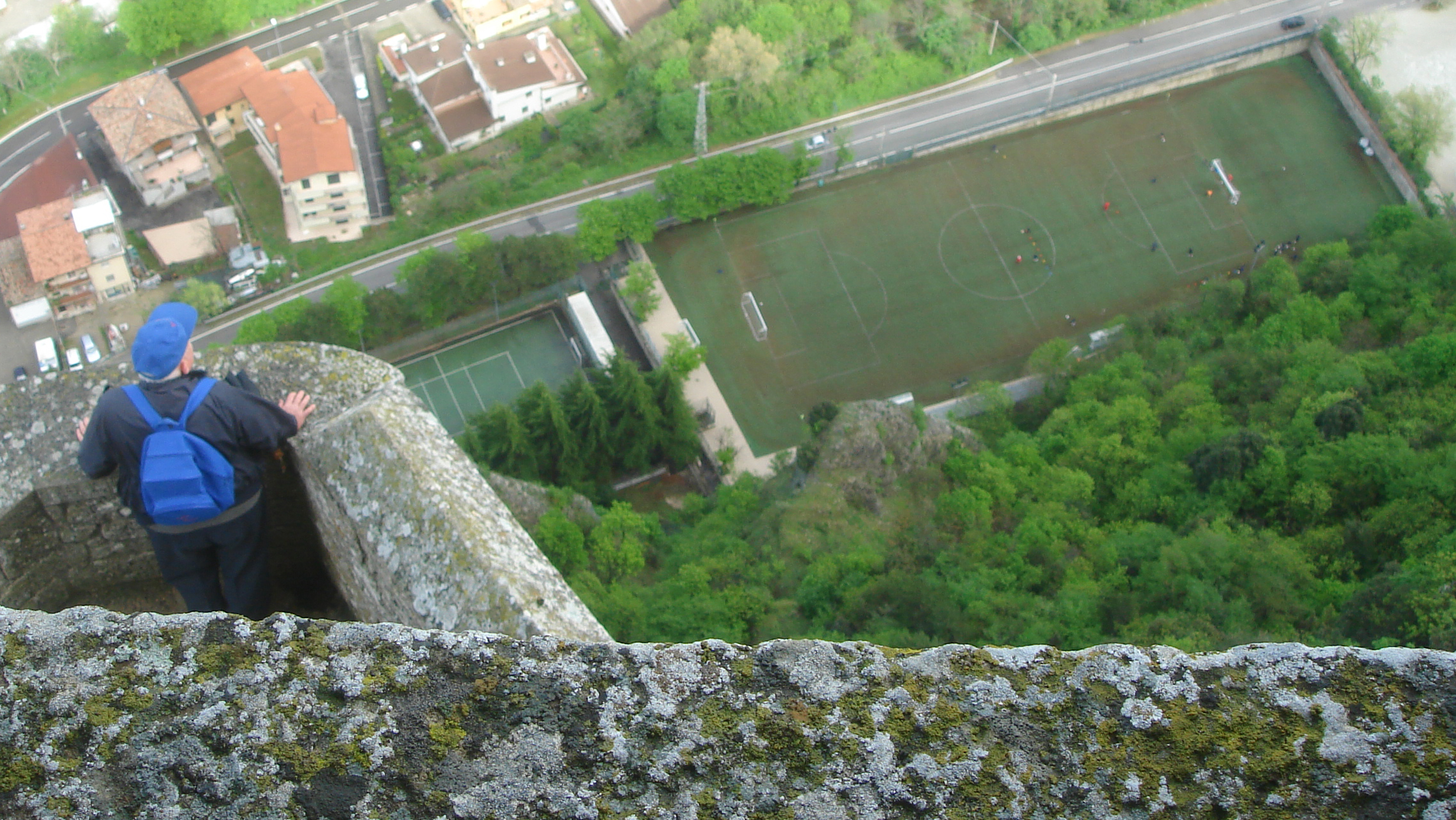
Estadio de fútbol de San Marino a los pies del Monte Titano.

El San Marino de fútbol jugó su primer partido internacional oficial en 1986, en el que sufrió una derrota 0-1 a la canadiense  Juegos Olímpicos del equipo. Su primera salida competitiva fue el 14 de noviembre de 1990, con una derrota de 0-4 frente a   Suiza en la clasificación para el  Campeonato de Europa. Estas derrotas marcaron la pauta para la mayoría de los partidos posteriores del equipo, que son consideradas como fáciles victorias por sus contrincantes en las secciones de clasificación de la Eurocopa y la  Copa del Mundo.
Tuvieron un breve momento de gloria cuando se enfrentaron a  Inglaterra en un clasificatorio para el Mundial el 17 de noviembre de 1993 y tomó la iniciativa a través de Davide Gualtieri después de tan sólo 8,3 segundos, siendo el gol más rápido en Copa Mundial de la competencia. Hasta hace poco, registro internacional de San Marino fue un fracaso casi total, con empates ante famoso  Turquía y  Letonia que los éxitos parciales en una carrera internacional que contiene más de setenta derrotas. Sin embargo, el 29 de abril de 2004, San Marino registró su primera victoria, con una victoria 1-0 sobre Liechtenstein en un amistoso internacional. Andy Selva marcó el único gol en un partido parejo que finalmente dio a esta pequeña república una victoria futbolística.

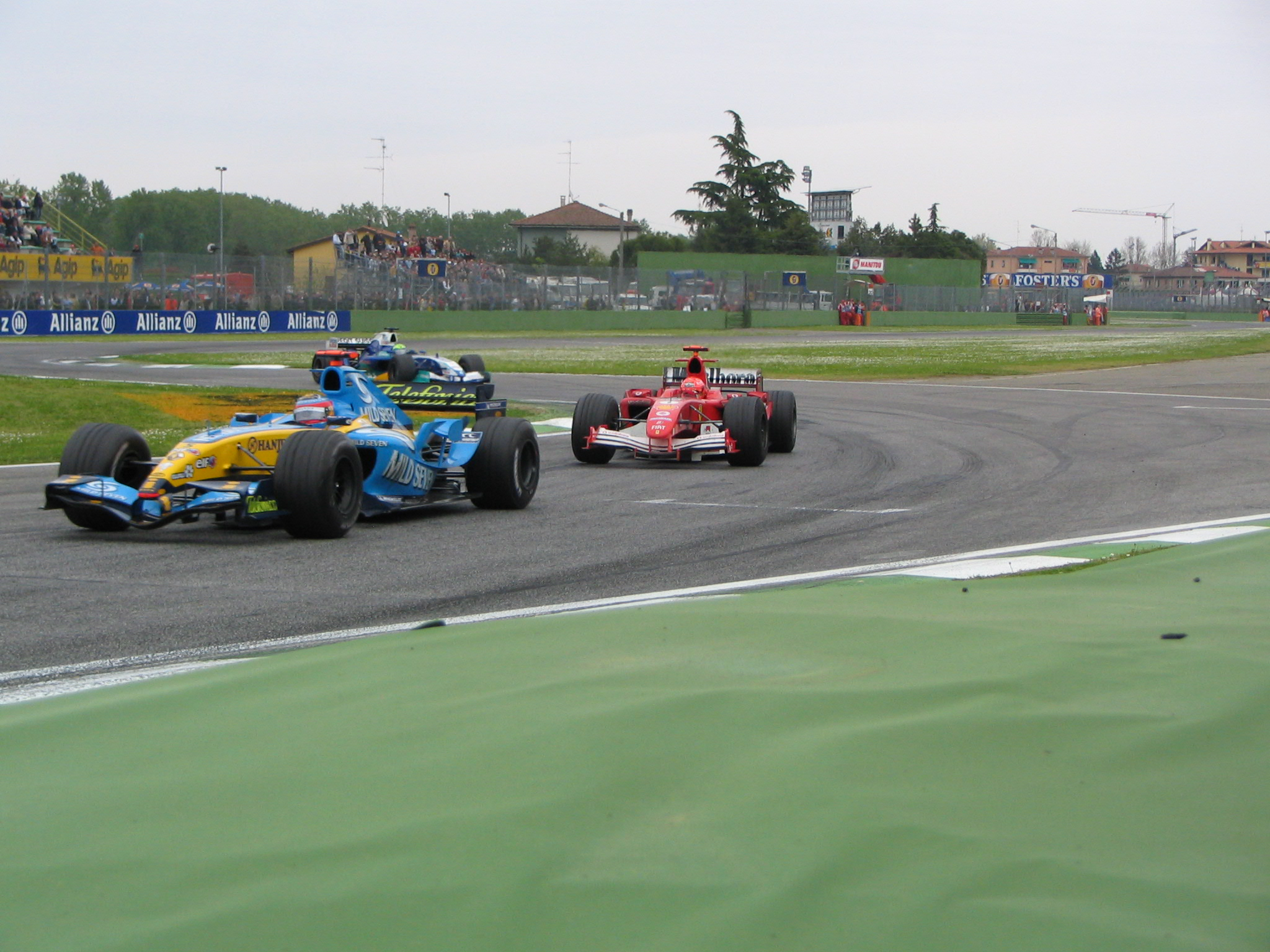
2005 GP de San Marino, celebrada en Imola, Italia

El 6 de septiembre de 2006, San Marino sufrió su mayor derrota jamás, perdiendo 13-0 a los gigantes del mundo  Alemania en el Stadio Olimpico. También fue la derrota objetivo mayor margen en la historia del Campeonato de Europa de clasificación. En la misma competición, el 7 de febrero de 2007, llegaron en ocho segundos del mejor resultado de su historia. Ellos fueron el nivel de 1-1 con la  República de Irlanda después de noventa y cuatro minutos, cuando Stephen Ireland anotó en ocho segundos del pitido final. El gol de San Marino fue el objetivo europeo de clasificación primero desde que perdió por 4-1 ante  Austria en 1998.
A partir de septiembre de 2011, San Marino es 203.ª en la  FIFA ranking mundial., En forma conjunta pasado con otros tres equipos.
En Fórmula 1, el Gran Premio de San Marino, fue nombrado por el Estado, aunque no se llevó a cabo allí. Se llevó a cabo en el Autodromo Enzo e Dino Ferrari en la ciudad italiana de Imola, sobre 100 kilómetros al noroeste de San Marino, a lo largo de la Vía Emilia. La carrera ha sido grabado en la infamia, después de dos accidentes mortales ocurridos en el Gran Premio de 1994, cuando Ayrton Senna y Roland Ratzenberger fallecieron en dos accidentes diferentes. La carrera fue retirado de la agenda de 2007.
El San Marino y Costa de Rimini Gran Premio de Motociclismo fue reinstalado en el programa en 2007 y se lleva a cabo en el Misano World Circuit, al igual que alrededor de San Marino de la Campeonato Mundial de Superbike.
Manuel Poggiali es uno de los deportistas más exitosos de San Marino. Ha ganado dos Campeonatos del Mundo de motos, en el año 2001 con 125 cc motos y en 2003 con 250 cc. Otro éxito de San Marino motociclista es Alex De Angelis, un ganador de la carrera en la clase 250 cc, que actualmente compite en la categoría de Moto2, con el país de San Marino en sí de ser su principal patrocinador.
San Marino tiene un profesional de la béisbol equipo  T & A San Marino, que juega en la primera división del béisbol profesional italiano, el  Serie A1. Ha participado en la  Copa de Europa de la competición de los mejores equipos europeos de béisbol profesional en varias ocasiones, el anfitrión del evento en  1996,  2000,  2004 y  2007. Se ganó el campeonato en  2006 y fue finalista en  2010 {{cita.
La larga subida hasta la cima de San Marino se ha convertido en una meca para los miles de ciclistas de ruta recreativa que entrenan en las cercanías de Misano cada primavera y otoño.
San Marino ha tenido  poco éxito en los Juegos Olímpicos, no habiendo podido ganar ninguna medalla. En los juegos del 2004 y 2008, tres  tiradores de arcilla alcanzaron los puestos más altos. En este deporte, San Marino también organizó un concurso en el 2009 la Copa del Mundo ISSF.

## Gastronomía
La cocina de San Marino es muy similar a la italiana, especialmente la de las regiones vecinas de Emilia-Romagna y Marcas, pero tiene un número de platos propios y productos únicos . Su mejor conocido es probablemente el Torta Tre Monti("Pastel de las Tres Montañas" o "Pastel de las Tres Torres"), un pastel de capas de obleas cubiertas de chocolate que representa Las tres torres de San Marino. El país también tiene una pequeña industria vitivinícola.
También una de las comidas típicas de san marino es la piadina (o piada), es un pan plano elaborado con harina de trigo de origen italiano, típico de las provincias de la Romaña en la Región Emilia-Romaña.
La piadina romañola es un producto gastronómico compuesto por una masa hojaldrada elaborada con harina de trigo, grasa de cerdo (o aceite de oliva), sal y agua, tradicionalmente cocido en un plato de terracota, llamado teglia, y hoy en día más comúnmente cocinada sobre placas de metal o sobre piedras refractarias llamadas testo. Es, como diría Giovanni Pascoli, «el pan, más bien, la comida nacional de los romañoles»: en realidad, lo era en primera medida para los más pobres.
La piadina romañola forma parte de la lista de Productos agroalimenticios tradicionales italianos de la región Emilia-Romaña. Se suele marcar con las iniciales IGP su denominación: Piadina Tierra de Romaña y Piada Romañola de Rimini, la diferencia entre ellas son el espesor y las dimensiones.

## LGBT
Lesbianas, gais, bisexuales y transgénero (LGBT) en San Marino puede enfrentar los desafíos legales no experimentado por los no residentes LGBT. Tanto hombres como mujeres del mismo sexo la actividad sexual son legales en San Marino, pero las familias encabezadas por parejas del mismo sexo no tienen derecho a las mismas protecciones legales disponibles para parejas del sexo opuesto. La prohibición total de la homosexualidad fue abolida en San Marino en 1864. En 1974, el Parlamento aprobó un nuevo código penal que contiene el artículo 274, castiga con prisión de tres meses a un año de los"regular la comisión de actos lascivos con una persona del mismo sexo, si a partir de ese escándalo acto público se deriva". El artículo 274 fue derogado posteriormente en septiembre de 2004 [cita requerida].

## UNESCO
El sitio de "San Marino: Centro Histórico y Monte Titano" se ha convertido en parte de la Lista del Patrimonio Mundial de la UNESCO en 2008. La decisión fue adoptada durante la 32 ª reunión del Comité del Patrimonio Mundial de la UNESCO compuesto por 21 países se reunieron en Quebec, Canadá.

## Arte
El país tiene una tradición musical rica y larga, estrechamente ligada a la de Italia, pero que también posee algunos rasgos propios. En el siglo XVII, compositores como Marini Francesco Maria di Pesaro de San Marino escribieron algunas de las mejores piezas de la época.
San Marino entró en el Festival de la Canción de Eurovisión por primera vez, en el 2008, con la banda, Miodio, cantando "Cómplice". El grupo no pudo llegar a la final de la 19.ª edición quedando eliminado en las semifinales y terminó en la posición 19 con 5 puntos. Llegaron detrás de Estonia s Kreisiraadio que quedaron en el puesto 18, con 8 puntos. El puntaje más elevado conseguido por San Marino fueron doce puntos en la edición en   Grecia.
En el 2011 San Marino volvió a la competencia de Eurovisión con Senhit cantando la canción "Stand By". Terminó 16 º en un campo de 19 en la semifinal, que viene detrás de Croacia s Daria Kinzer con la canción " Celebra" y que viene en frente de Noruega s Stella Mwangi, que cantó "Haba Haba". En la votación final, San Marino dieron sus 12 puntos para Rafael Gualazzi y su canción " Locura de amor" de Italia.

## Días festivos y festivales
| Fecha | Nombre                                                                                                | Explicación                                                                                          |
| --- | --- | --- |
| 1 de enero | Día de Año Nuevo                                                                                      | Festival que marca el comienzo del nuevo año.                                                        |
| 6 de enero | Reyes                                                                                                 | Conmemora la visita de los Reyes Magos omagosal niño Jesús.                                          |
| 5 de febrero | Fiesta de la Santa Águeda                                                                             | Celebración de Santa Águeda, Patrona de la República, así como la liberación del dominio extranjero. |
| Variables* | De Pascua Resurrección de Jesús.                                                                      | |
| Variables** | Lunes de Pascua                                                                                       | Lunes después del día de Pascua.                                                                     |
| 25 de marzo | Aniversario de la Arengo Aniversario de la Arengo y laFesta delle Milicias (Fiesta de los militantes) | |
| 1 de mayo | Día del Trabajo                                                                                       | Celebración de los trabajadores y empleados.                                                         |
| Variables*** | Corpus Domini                                                                                         | Conmemoración del cuerpo y la sangre de Jesucristo.                                                  |
| 28 de julio | Liberación del fascismo'                                                                              | Conmemoración de la caída de la San Marino partido fascista                                          |
| 15 de agosto | Ferragosto (Asunción)                                                                                 | Conmemoración de la asunción directa de la Virgen María a los cielos después de su muerte.           |
| 3 de septiembre | La Fiesta de San Marino y la República                                                                | Fiesta nacional de San Marino, que celebra el origen de la República en 301                          |
| 1 de noviembre | Todos los Santos                                                                                      | Fiesta dedicada a todos los santos.                                                                  |
| 2 de noviembre | Conmemoración de todos los que murieron en la guerra                                                  | El recuerdo de todos aquellos que dieron su vida por San Marino en la guerra.                        |
| 8 de diciembre | Inmaculada Concepción                                                                                 | Memoria de la concepción de la Virgen María sin pecado original.                                     |
| 24 de diciembre | Navidad                                                                                               | Día antes de la conmemoración del nacimiento de Jesús.                                               |
| 25 de diciembre | Navidad                                                                                               | El nacimiento de Jesús.                                                                              |
| 26 de diciembre | San Día de Esteban                                                                                    | Conmemoración de la muerte de San Esteban, el primer mártir cristiano.                               |
| 31 de diciembre | De fin de año                                                                                         | Celebración de que se cierre y marca el final del año.                                               |
| * Semana Santa: el primer domingo después de la luna llena y la de marzo equinoccio ** Lunes de Pascua: el lunes, después de día de Pascua *** Corpus Domini: el primer jueves después de que Santísima Trinidad | | |